# Acrapex syscoides
Acrapex syscoides är en fjärilsart som beskrevs av Emilio Berio 1973. Acrapex syscoides ingår i släktet Acrapex och familjen nattflyn. Inga underarter finns listade i Catalogue of Life.